# Estação Piracuama
A Estação Piracuama é a estação terminal dos trens de subúrbio da Estrada de Ferro Campos do Jordão (EFCJ). Localiza-se no município de Pindamonhangaba.
Atualmente atende apenas aos trens de subúrbio, sendo ignorada pelas composições que têm ponto final no município de Campos do Jordão. Conta com um virador de trens, para inverter a direção dos comboios que ali chegam.

## História
A estação foi inaugurada em 1916, dois anos após o início das operações da ferrovia, construída para levar os acometidos pela tuberculose aos sanatórios na então vila de Campos do Jordão, encurtando e acelerando uma viagem anteriormente percorrida por sobre lombos de mulas.
Em 2013, foi restaurada pela EFCJ, com diversos serviços de recuperação realizados em uma primeira fase de obras de manutenção.